# Next Unit of Computing

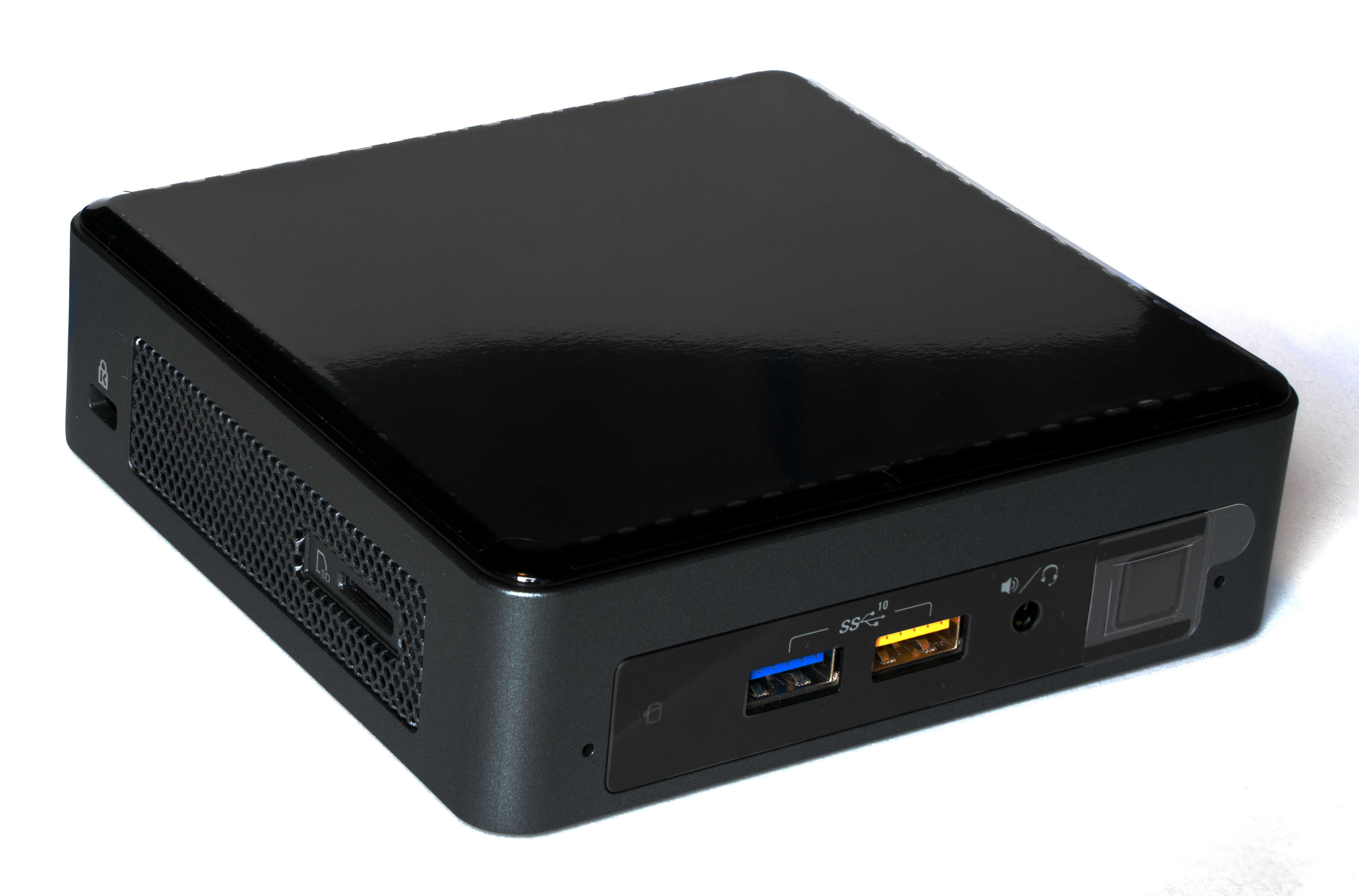
Intel NUC di ottava generazione

Next Unit of Computing (abbreviato in NUC)  è un mini PC compatto progettato principalmente da Intel. Questi dispositivi si distinguono per la loro versatilità e le dimensioni ridotte, che di solito si aggirano intorno a 4x4 pollici. Nonostante la loro compattezza, offrono prestazioni potenti e configurabilità, rendendoli ideali per una varietà di applicazioni, da centri multimediali domestici a soluzioni aziendali.

## Caratteristiche principali
Le caratteristiche principali dei NUC sono dimensioni ridotte e portabilità, personalizzabilità, connettività completa, efficienza energetica e prestazioni solide.
I NUC sono perfetti per ambienti con spazio limitato e possono essere facilmente trasportati o montati dietro a monitor grazie al supporto VESA. Solitamente venduti in configurazioni "barebone", permettono di aggiungere RAM, SSD e sistema operativo a scelta, offrendo flessibilità per utenti con esigenze specifiche. Sono dotati di diverse porte USB, HDMI, Ethernet, Wi-Fi e Bluetooth, garantendno la compatibilità con periferiche moderne. Consumano meno energia rispetto ai tradizionali PC desktop, contribuendo a ridurre i costi e l'impatto ambientale. Disponibili in configurazioni con processori da Intel Celeron fino a Core i9, possono gestire attività che vanno dal lavoro d'ufficio al gaming leggero, fino all'elaborazione multimediale intensiva.
Questi dispositivi sono apprezzati anche per la loro silenziosità e per l'estetica moderna che si adatta a qualsiasi ambiente.

## Applicazioni
I NUC sono utilizzati in diversi scenari, tra cui: Home Entertainment, gaming leggero e VR e uso aziendale.
Sono ideali per configurazioni di home theater grazie alla loro capacità di supportare video 4K e più schermi.  Alcuni modelli avanzati supportano schede grafiche dedicate per prestazioni di gioco elevate. Sono utilizzati per segnaletica digitale, soluzioni di kiosco e come PC per uffici grazie alla loro affidabilità e facilità di manutenzione.

## Sistemi operativi
I sistemi operativi supportati dal NUC sono quelli per architettura x86 e x86-64 compatibili UEFI, come Microsoft Windows e la maggior parte delle distribuzioni Linux. NUC è anche supportato dal sistema operativo Google Fuchsia.
L'installazione di un sistema operativo su un Intel NUC può avvenire tramite un'unità di avvio USB, da rete locale LAN (PXE) o tramite lettore DVD esterno (i NUC non hanno un lettore di dischi ottici) ma non può essere installato da una SD Card inserita nello slot integrato.